# Statuette eines Jünglings (NAMA 3631)

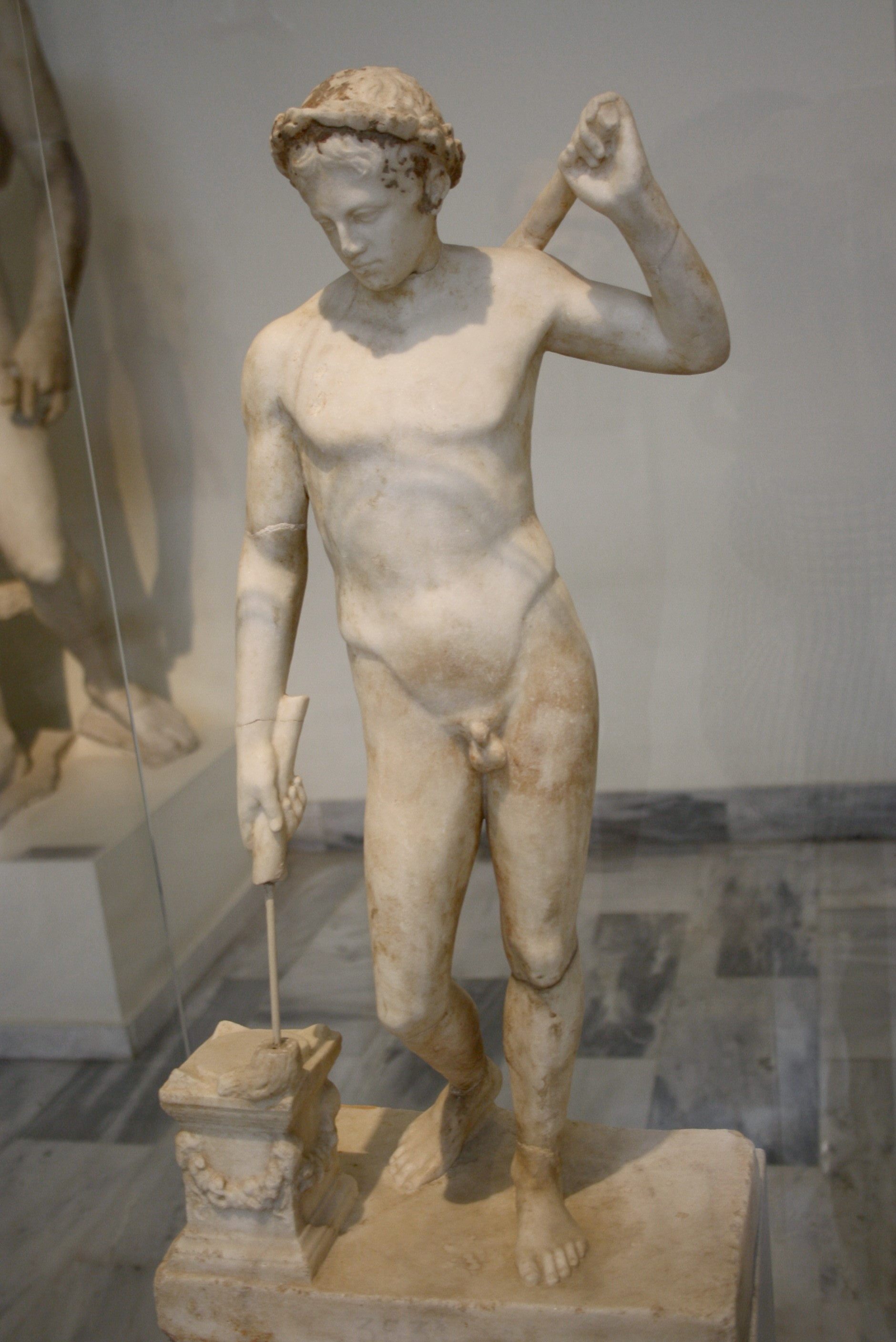
Die Statuette in der aktuellen Aufstellung in Athen

Die Statue eines Jünglings mit der Inventarnummer 3631 im Archäologischen Nationalmuseum Athen wird ins späte letzte Jahrhundert vor der Zeitenwende datiert.
Die 65 Zentimeter hohe Statue wurde aus acht Teilen zusammengesetzt; ein Teil der Fackel, die der Jüngling in der rechten Hand hält, fehlt. Hinzu kommen ein paar weitere Bestoßungen und Reparationsspuren. Der nackte junge, muskulöse Mann  hält den Kopf leicht nach rechts gedreht und leicht nach unten geneigt. Sein Haar ist leicht gewellt, er trägt darin einen Kranz. Das linke Bein ist das Stand-, das rechte, ruhende Bein, das Spielbein. In beiden Händen trägt er jeweils eine Fackel. Der linke Arm ist etwa auf Schulterhöhe erhoben und stark angewinkelt; die Fackel hat er sich über die Schulter gelegt, deshalb ist die Spitze nicht zu sehen. Die brennende Fackel in der rechten Hand hält der Jüngling senkrecht nach unten. Sie ist auf einen rechteckigen mit Girlanden geschmückten Altar gestützt, der rechts neben dem jungen Mann steht.
Es ist anzunehmen, dass der Jüngling eine Verkörperung des Todes darstellen soll. Dafür sprechen sowohl die Fackeln als Beigabe wie auch der kleine Altar. Die Statuette ist einer von zwei etwas variierenden Statuetten in San Ildefonso sehr ähnlich. Die heute in Spanien befindlichen Statuetten wurden als Thanatos und Hypnos aber auch als Orestes und Pylades interpretiert. Die Art der Darstellung geht auf Polyklet zurück, während die römische Kopie selbst wohl auf ein Werk aus der Schule das Pasiteles zurückgeht. Der weiße, fein geäderte Marmor ist möglicherweise Pentelischer Marmor. Die 65 Zentimeter hohe Statuette wird in das späte erste Jahrhundert v. Chr. datiert. 1927 wurde das Stück in London konfisziert und an Griechenland zurückgegeben, genauere Herkunftsangaben sind nicht bekannt.